# Der Scherz
Der Scherz (tschechisch: Žert) ist ein Roman des tschechischen Autors Milan Kundera, der erstmals 1967 (dt. 1968) erschien. Er schildert die Geschichte von Ludvik (im tschechischen Original: Ludvík), der als Student bei den Kommunisten in Ungnade fällt, in einer Kohlegrube arbeiten muss und dann rehabilitiert wird. Historischer Hintergrund ist die unmittelbare Nachkriegszeit nach dem Zweiten Weltkrieg, in der die Kommunistische Partei ihre Macht festigt, bis zur Zeit vor dem Prager Frühling.

## Inhalt
Ludvik ist Student und kommunistischer Aktivist. Weil seine Freundin Markéta lieber zu einer Parteischulung fährt, als Zeit mit ihm zu verbringen, schreibt er ihr folgende Postkarte: „Optimismus ist das Opium der Menschheit! Ein gesunder Geist stinkt nach Dummheit! Es lebe Trotzki! Ludvik.“
Er wird auf Betreiben seines Freundes Pavel aus der Partei ausgeschlossen und von der Universität verwiesen. Das Militär zieht ihn ein, als „Trotzkist“ wird ihm jedoch keine Waffe anvertraut. Er muss zu den „Schwarzen“, die als Systemgegner oder Kleinkriminelle im Untertagebau Kohle fördern müssen. Bei seinen seltenen Freigängen lernt er die unscheinbare und ungebildete Lucie kennen; seine Beziehung nimmt er anfangs als „reine Liebe“ wahr, später begehrt er sie und versucht sie zu vergewaltigen.
Ludvik wird aus der Armee bzw. Kohlegrube entlassen und rehabilitiert. Er wird Mathematikprofessor und begegnet zufällig der Frau seines früheren Freundes Pavel, Helena. Er verführt sie, um sich an Pavel zu rächen. Doch die Liberalisierung, die bald im Prager Frühling münden soll, zeichnet sich bereits ab. Der opportunistische Pavel hat die liberale Sexualmoral der nächsten Generation angenommen und steht auch kurz vor der Scheidung; die Affäre seiner Frau mit seinem früheren Freund nimmt er belustigt wahr.
Diese Geschichte ist verwoben mit zwei Nebenhandlungen, eine davon enthält theoretisch gefärbte Abhandlungen über den mährischen Ritt der Könige und über die Volksmusik Mährens, die als der Jazz Osteuropas beschrieben wird. Auch der Roman ist insoweit „musikalisch“ strukturiert, als zum Ende hin „der Rhythmus anzieht“ und die Sprünge zu den Nebenhandlungen häufiger und kürzer werden und die Geschichte in einem wilden Taumel endet.

## Film
- Jaromil Jireš: Žert. Tragikomedie. Barradov Biografia, Prag 1998 (VHS, 80 Min.)